# Antoni Francisco
Antoni Francisco SJ (pt.) Antônio Francisco (ur. 1551 w Coimbrze, zm. 15 lipca 1583 w Cuncolim) – błogosławiony Kościoła katolickiego, męczennik, ofiara prześladowań antykatolickich w Indiach, prezbiter.

## Życiorys
Zainspirowany męczeństwem Ignacego de Azevedo SJ w 1570 roku wstąpił do Towarzystwa Jezusowego. Jego prośba o udział ewangelizacji Indii spotkała się z aprobatą i od 1581 roku brał udział w misji na wysepkach położonych niedaleko Bombaju. Święcenia kapłańskie otrzymał w Goa. W 1583 towarzyszył grupie jezuitów, która pod przywództwem Rudolfa Acquaviva udała się na wyspę Salsette, by podjąć tam duszpasterzowania miejscowym chrześcijanom. 
Zginął 15 lipca 1583 r. w pogromie wznieconym przez tamtejszych, hinduskich guru. Podburzyli oni mieszkańców wsi, którzy to zaatakowali misjonarzy w trakcie stawiania krzyża w Cuncolim na wyspie Salsette. Antoni Francisco zmarł od ran zadanych strzałami i przez rozbitą głowę.

## Beatyfikacja
Beatyfikacji w grupie Męczenników z Salsette dokonał Leon XIII w dniu 30 kwietnia 1893 roku. Wspomnienie liturgiczne Antoniego Francisco obchodzone jest 25 lipca.